# Carolina di Legnica-Brieg
Carolina di Legnica-Brieg (conosciuta anche come Charlotte von Liegnitz-Brieg-Wohlau in tedesco; Brzeg, 2 dicembre 1652 – Breslavia, 24 dicembre 1707) è stata una nobildonna slesiana.

## Biografia

### Gioventù
Carolina nacque nel 1652 come primogenita del duca Cristiano e di Luisa di Anhalt-Dessau.
Fu educata con particolare attenzione per la religione calvinista e godette di un'infanzia spensierata. Le fu concessa la rara possibilità di poter scegliersi l'uomo da sposare e rifiutò sedici proposte di matrimonio.
Si innamorò del duca Federico di Schleswig-Holstein-Sonderburg-Wiesenburg, incontrato per la prima volta all'età di 18 anni quando lui si fermò a Brieg mentre era diretto in Ungheria.
Nel febbraio 1672 suo padre morì e la madre divenne reggente in nome del figlio minore, Giorgio Guglielmo, ancora troppo piccolo per poter governare. Federico rese omaggio in primavera alla duchessa vedova ed espresse le sue condoglianze per la morte del duca, ma la madre di Carolina non riteneva che una unione del genere potesse essere degna di una principessa slesiana.

### Matrimonio e vita successiva
Carolina accettò quindi la proposta di Federico di celebrare un matrimonio segreto, il 14 luglio 1672, con un sacerdote cattolico. Dopo varie vicissitudini, la coppia poté sposarsi pubblicamente il 10 maggio 1673.
Carolina fu però trascurata dal marito, che spesso si mostrò interessato solo a ereditare i considerevoli domini della moglie.
Nel 1677 incontrò padre Robert Bötichius, che la introdusse agli insegnamenti della Chiesa cattolica. Si rivolse poi al cardinale Federico d'Assia e riuscì a ottenere lo scioglimento delle sue nozze l'8 agosto 1680.
Dedicandosi sempre di più alla sua fede, si convertì al cattolicesimo nel 1687. Morì nel 1707.

## Discendenza
Carolina di Legnica-Brieg e Federico di Schleswig-Holstein-Sonderburg-Wiesenburg ebbero un figlio:
- Leopoldo (1674-1744), con la moglie Maria Elisabetta del Liechtenstein ebbe cinque figlie.